# Dél-Korea címere

Dél-Korea címere

Dél-Korea címere egy jin-jang embléma, amit egy aranysárga hibiszkusz szirmára helyeztek. A szirmot egy fehér színű szalag veszi körül, amelynek alsó része kék színű, és az ország koreai nevét írták fel rá fehér jelekkel.

A címer 1948 és 1963 között
A címer 1963 és 1984 között
A címer 1984 és 1997 között
A címer 1997 óta